# Nicolas-Pierre Tiolier
Nicolas-Pierre Tiolier, né à Paris le 9 mai 1784 et mort dans la même ville le 25 septembre 1843, est un sculpteur, médailleur et graveur général des monnaies français.
Il est le fils du médailleur Pierre-Joseph Tiolier (1763-1819).

## Biographie
Nicolas-Pierre Tiolier obtient le premier prix de Rome en gravure de médaille et pierre fine avec Le Génie de la gravure présente un cachet à l'Empereur en 1805.
Formé sous le Premier Empire, le 11 septembre 1816, il est nommé graveur général des monnaies. La même année, il devient l'huissier de l'ordre du Saint-Esprit. En 1821, il est anobli par lettres patentes du roi. Il grave en particulier les sceaux de Louis XVIII, Charles X et du Saint-Esprit.
Il est remplacé comme graveur général des monnaies par Jacques-Jean Barre nommé le 1er janvier 1843. Il a légué ses importantes archives au Musée de la Légion d'honneur. Dans sa descendance figure le général de Béville, aide de camp de Napoléon III.

## Œuvres

### Sculptures
- La Force asservie par l'Amour, 1824, groupe en marbre, parc du château de Compiègne.

### Monnaies
- Franc du Royaume de Westphalie : monnaies courantes (de 1 centime à 20 franken) pour le Royaume de Westphalie de Jérôme Bonaparte (1807-1813).
- Pièce de plaisir, 1820, médaille en bronze en hommage à Antoine Roy.
- Pièce de 5 francs à l'effigie de Louis-Philippe Ier, 1830 à 1831, argent[4].

## Galerie

Œuvres de Nicolas-Pierre Tiolier
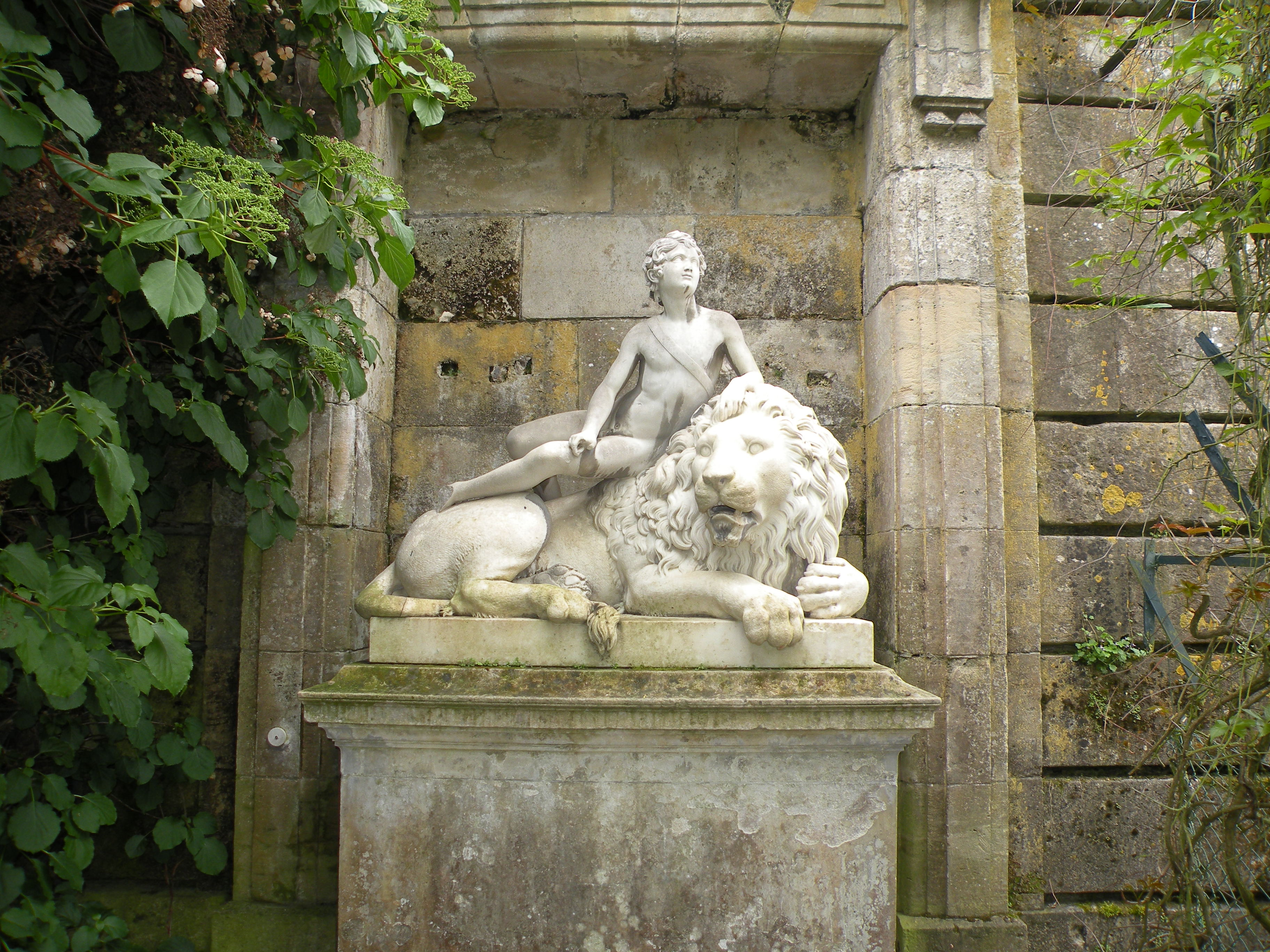
La Force asservie par l'Amour (1824), marbre, parc du château de Compiègne.
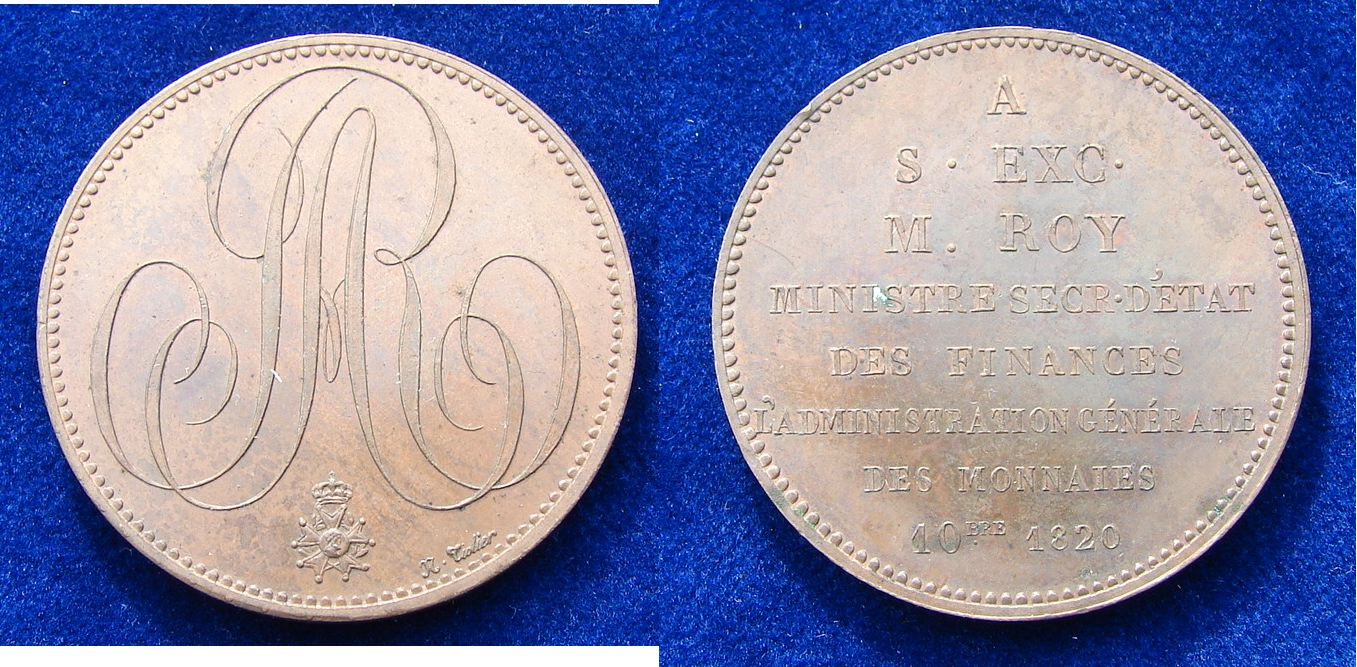
Hommage de la Monnaie de Paris à Antoine Roy, ministre des Finances du roi Louis XVIII (1820), médaille en bronze.